# Léon Chifflot
Pour les articles homonymes, voir Chifflot.
Léon Chifflot, né le 12 septembre 1868 à Dole et mort le 19 juin 1925 à Neuilly-sur-Seine, est un architecte français.

## Biographie
Jules-Léon Chifflot naît le 12 septembre 1868 à Dole. Élève de Honoré Daumet, Charles Girault et Pierre Esquié, il remporte le Prix de Rome en 1898 et reçoit en 1905 une médaille d'honneur pour ses études sur l'habitat antique et la décoration de la Renaissance italienne.
Chevalier de la Légion d'honneur, membre du jury du Salon des artistes français, pensionnaire de l'Académie de France à Rome, il est célèbre pour ses travaux, avec Tony Garnier, à la Villa Médicis (1913).
En 1912, il obtient, sur concours, la réalisation du nouvel Hôtel de Ville et  musée-bibliothèque d'Épernay, les travaux commencent, l'ancienne mairie est démolie et les bureaux transférés dans un lieu provisoire, mais la guerre de 1914-1918 oblige à suspendre les travaux. En 1918, le coût de la poursuite des travaux est devenu trop lourd et le projet est abandonné. L'Hôtel de Ville s'installe en 1919 dans un ancien hôtel particulier construit en 1858 par Victor Lenoir
Il décède le 19 juin 1925 à la clinique Hartmann à Neuilly-sur-Seine. Il est inhumé au Cimetière du Montparnasse (15e division).
Une rue de Dole porte son nom.

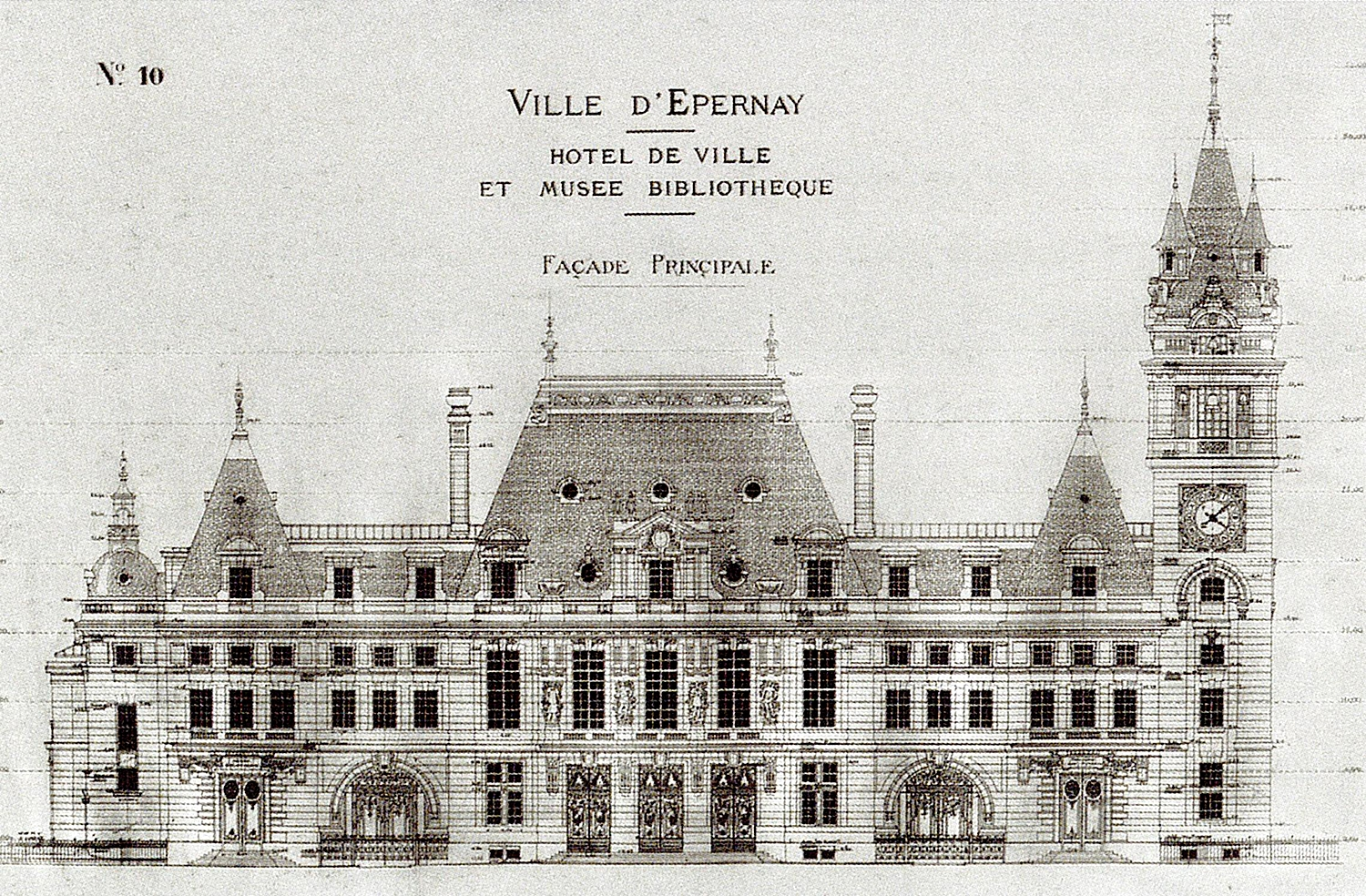
Dessin du projet pour l'Hôtel de Ville et  musée-bibliothèque d'Épernay, 1912
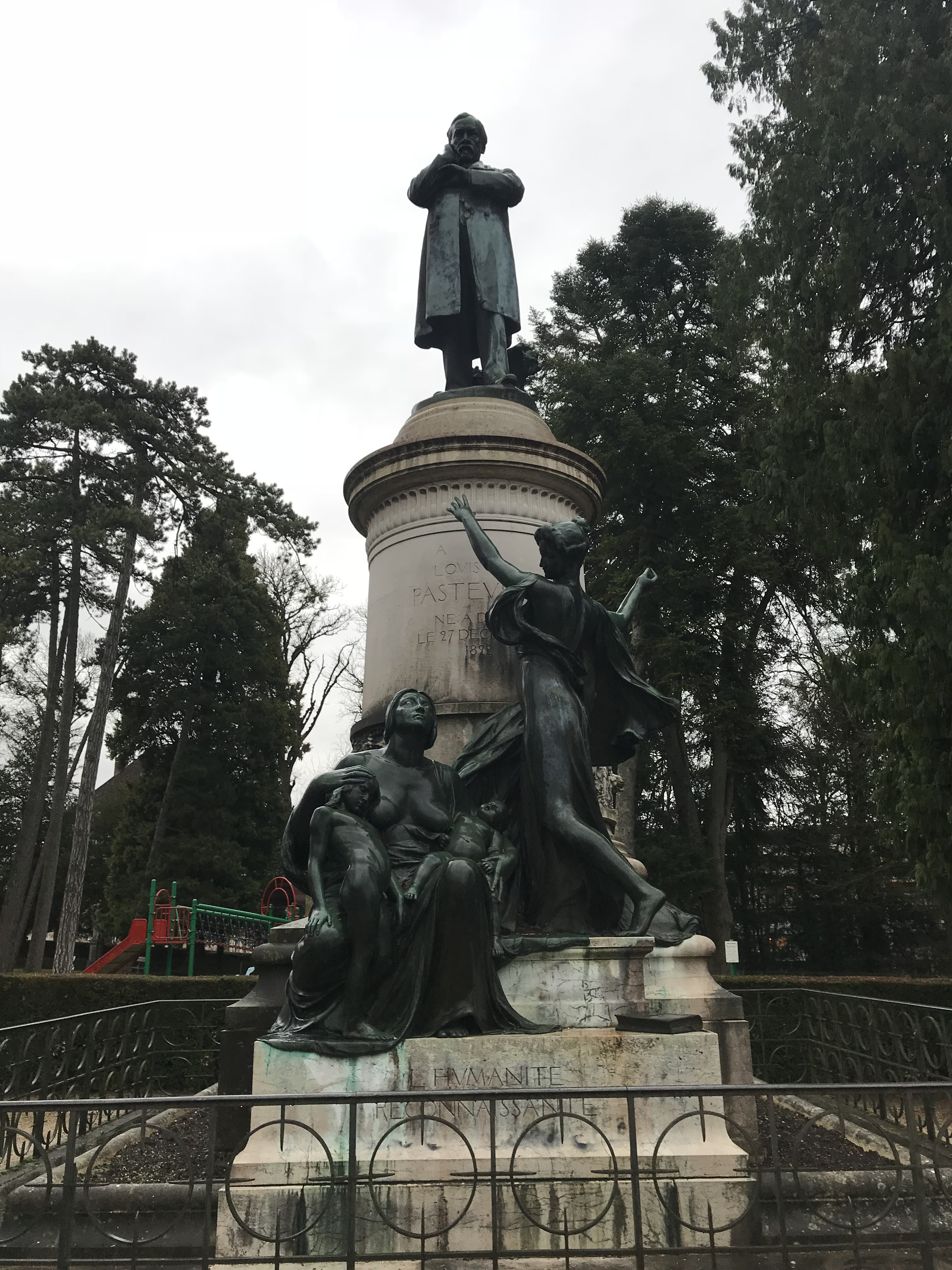
Monument à Louis Pasteur à Dole bronze d'Antonin Carlès, socle par Léon Chifflot, 1902.